# Pentone
Pentone (Pentùni in calabrese) è un comune italiano di 1 794 abitanti della provincia di Catanzaro in Calabria. È posto a 648 metri s.l.m. sulle pendici meridionali della Sila Piccola. Nei pressi dell'abitato sorge a 711 metri s.l.m., in piazzale arciprete don Salvatore Mazzuca, il santuario della Madonna di Termine, che è meta di pellegrinaggio in occasione dei solenni festeggiamenti che si svolgono ogni anno la seconda domenica di settembre.

## Storia

### Simboli
Lo stemma e il gonfalone sono stati concessi con decreto del presidente della Repubblica del 4 giugno 1962.
Stemma
(Art. 4 dello Statuto)
Gonfalone
(Art. 4 dello Statuto)

## Società

### Evoluzione demografica
Abitanti censiti